# Altajosoma bakurovi
Altajosoma bakurovi är en mångfotingart som först beskrevs av Shear 1990.  Altajosoma bakurovi ingår i släktet Altajosoma och familjen Diplomaragnidae.

## Underarter
Arten delas in i följande underarter:
- A. b. bakurovi
- A. b. longicompressum
- A. b. longiprocessum